# Jørgen Rasmussen Kirkebjerg
Jørgen Peter Rasmussen Kirkebjerg (16. juli 1859 i Hellested Sogn - 28. november 1929 i Askov) var en dansk tegne- og gymnastiklærer på Askov Højskole og gymnastik- og sløjdlærer på Askov Sløjdlærerskole og sløjdskoleforstander 1895-1908 sammesteds.
Ved fødslen er han indført i kirkebogen som Jørgen Peder Rasmussen, søn af husmand og tømrer Rasmus Jørgensen og hustru Kirsten i Hellested Sogn, Stevns Herred, Præstø Amt på Sjælland. 
Jørgen Rasmussen Kirkebjerg havde været elev på Vallekilde Højskole. Han var uddannet tømrer, og i 1883 arbejdede han som frivillig ved opførelsen af valgmenighedskirken i Lemvig (Lemvig og Omegns Valgmenighed). I denne kirke blev han den 3. september 1884 gift med Karoline Nielsen, der var født i Holstebro 24. marts 1864. De havde en datter, Kirsten, født 5. april 1898 i Askov, Malt Sogn.
Han var mangeårig tegne- og gymnastiklærer på Askov Højskole. Han var ikke bogligt begavet og varetog kun praktiske fag. En periode drev han et tømrerfirma i Askov, men det var vanskeligt foreneligt med at varetage undervisningstimer på faste tidspunkter.
Han deltog i sløjdkurser hos Søren Meldgaard på Askov Sløjdlærerskole og hos Aksel Mikkelsen på Dansk Sløjdlærerskole i København og blev efterfølgende medhjælper for Søren Meldgaard nogle år, og da Meldgaard døde i 1894, købte Jørgen Rasmussen Kirkebjerg skolen af Meldgaards enke til overtagelse 1. januar 1895. Han deltog i et kursus hos Otto Salomon på Nääs i Sverige i foråret 1895.
Ved Kirkebjergs overtagelse af sløjdlærerskolen blev Anders Nielsen tilknyttet som sløjdlærer, og i april 1908 købte Anders Nielsen skolen og blev forstander. Jørgen Rasmussen Kirkebjerg fortsatte imidlertid som lærer ved skolen indtil sin død i 1929. Dengang havde sløjdlærerskolen kun undervisning om sommeren, så dette arbejde kunne passes ved siden af andre gøremål, og Kirkebjerg var fortsat gymnastiklærer på højskolen. Han havde desuden et bijob som gymnastikinspektør i flere amter.